# Răzvan Lucescu
Răzvan Lucescu (n. 17 februarie 1969 în București) este un antrenor român de fotbal și fost jucător pe postul de portar. Din mai 2021, este antrenorul echipei elene PAOK Salonic.
În sezonul 2002-03, a fost vicepreședinte al Rapid București, contribuind la cucerirea titlului de campioni. Din iunie 2004, a fost antrenorul principal al clubului, cu care a ajuns în sferturi de finală ale Cupei UEFA în sezonul 2005-06. Este fiul fostului fotbalist și actual antrenor de fotbal, Mircea Lucescu.

## Performanțe
În sezonul 2002-03, a fost vicepreședinte al clubului Rapid București, având o contribuție importantă la cucerirea titlului de campioni in Divizia A .
În sezonul 2005-06, a cucerit Cupa României cu Rapid București și a dus echipa în sferturile de finală ale Cupei UEFA, unde a părăsit competiția în urma a 2 rezultate de egalitate, pierzând la numărul de goluri marcate în deplasare împotriva echipei Steaua București. Pentru această performanță a primit Medalia „Meritul Sportiv” - clasa a II-a cu o baretă, din partea președintelui României, Traian Băsescu.
În sezonul 2006-2007, a cucerit pentru a doua oară consecutiv Cupa României cu Rapid București, după ce a câștigat cu 2-0 meciul cu Poli Timișoara în finala disputată chiar la Timișoara. Răzvan Lucescu a părăsit Rapidul ziua următoare disputării finalei Cupei României și s-a reîntors la FC Brașov, la 3 ani după ce mai fusese antrenorul acestei echipe. Pe 4 iunie 2011 a semnat un contract de patru ani cu Rapid București.
În sezonul 2017–18, a cucerit Cupa Greciei cu PAOK Salonic, după ce a câștigat cu 2-0 meciul cu rivala AEK Atena în finala disputată chiar la Atena. Victoria a venit la puțin timp după ce pierduse titlul de campioană în fața aceleiași formații, terminând campionatul pe locul 2, din cauza unei depunctări și a meciurilor cu AEK și Olympiacos Pireu, pierdute la masa verde.
La 24 noiembrie 2019, Răzvan Lucescu a obținut primul titlu continental, câștigând Liga Campionilor Asiei cu echipa clubului Al-Hilal.
Gazeta Sporturilor i-a acordat titlul Antrenorul anului în România în anii 2018 (cu echipa PAOK Salonic) și 2020 (cu Al Hilal SFC).

## Titluri

### Ca jucător
| Sezon   | Club            | Titlu  |
| ------- | --------------- | ------ |
| 2002–03 | Rapid București | Liga I |

### Ca antrenor
| Sezon   | Club            | Titlu                      |
| ------- | --------------- | -------------------------- |
| 2005–06 | Rapid București | Cupa României              |
| 2006–07 | Rapid București | Cupa României              |
| 2012–13 | El Jaish SC     | Cupa Qatarului             |
| 2017–18 | PAOK Salonic    | Cupa Greciei               |
| 2018–19 | PAOK Salonic    | Superliga Greacă           |
| 2018–19 | PAOK Salonic    | Cupa Greciei               |
| 2019    | Al-Hilal        | Liga Campionilor Asiei     |
| 2019–20 | Al-Hilal        | Liga Profesionistă Saudită |
| 2019–20 | Al-Hilal        | Cupa Arabiei Saudite       |
| 2023–24 | PAOK Salonic    | Superliga Greacă           |